# Charles Spencer-Churchill, 9. Duke of Marlborough

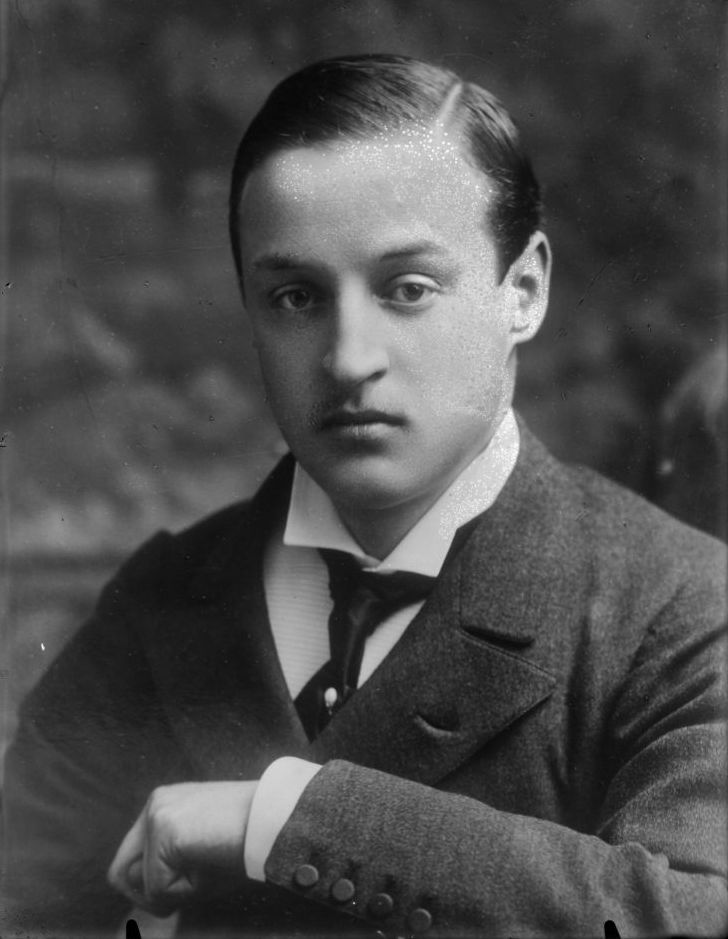
Charles Spencer-Churchill, 9. Duke of Marlborough, um 1900

Charles Richard John Spencer-Churchill, 9. Duke of Marlborough (* 13. November 1871; † 30. Juni 1934) war ein britischer Peer und Politiker.
In Anspielung auf seinen Höflichkeitstitel Earl of Sunderland wurde er von seinen Zeitgenossen auch „Sunny Marlborough“ genannt.

## Leben und Wirken
Er war der einzige eheliche Sohn von George Spencer-Churchill, 8. Duke of Marlborough, aus dessen erster Ehe mit Lady Albertha Frances Anne Hamilton. Als Heir apparent seines Vaters führte er von 1871 bis 1883 den Höflichkeitstitel Earl of Sunderland und von 1883 bis 1892 den Höflichkeitstitel Marquess of Blandford. Er besuchte das Winchester College und studierte am Trinity College der University of Cambridge.  Beim Tod seines Vaters erbte er 1892 dessen Adelstitel als Duke of Marlborough und wurde dadurch Mitglied des House of Lords. 1894 wurde er ins Privy Council und 1902 als Knight Companion in den Hosenbandorden aufgenommen. Bei der Krönung König Eduards VII. fungierte er 1902 als Lord High Steward.
In der Regierung Salisbury amtierte er von 1899 bis 1902 als Paymaster General. Als Captain im Stab der Imperial Yeomanry nahm er 1900 unter General Lord Roberts am Zweiten Burenkrieg teil und wurde mentioned in despatches. Von 1902 bis 1905 fungierte er in der Regierung von Arthur Balfour als Unterstaatssekretär im Kolonialministerium. Von 1907 bis 1908 war er Bürgermeister von Woodstock in Oxfordshire. Sein Cousin Winston Churchill, dessen frühe Wahlkämpfe er mitfinanzierte, versuchte ihn als Generalgouverneur von Australien zu installieren, die Versuche scheiterten aber 1904 am Widerstand von Joseph Chamberlain. Winston Churchill verschaffte ihm 1915 den Posten des Lord Lieutenant von Oxfordshire, den er bis zu seinem Tod 1934 innehatte. Im Ersten Weltkrieg diente er ab 1914 als Lieutenant-Colonel im Generalstab und war von 1917 bis 1918 Joint Parliamentary Secretary beim Board of Agriculture and Fisheries. Seit 1908 war er Honorary Colonel des 3rd (Special Reserve) Battalion der Oxfordshire and Buckinghamshire Light Infantry und von 1918 bis 1920 war er Colonel und Kommandant des Oxfordshire Volunteer Regiment des Volunteer Training Corps.
In der Zwischenkriegszeit tat der Duke sich vor allem durch seine Scheidungen, über die die britischen Zeitungen ausgiebig berichteten, sowie durch seine paranoiden und antisemitischen politischen Ansichten hervor, die ihn politisch noch weiter ins Abseits drängten. Gesellschaftlich stand Spencer-Churchill – insbesondere wegen seiner als unstandesgemäß betrachteten zweiten Ehe – ebenfalls in äußerst schlechtem Ansehen: So weigerten sich sowohl Eduard VII. als auch Georg V., den Duke bei Hof zu empfangen. Finanziell war Spencer-Churchill bei der Verwaltung des Familienvermögens kein Erfolg beschieden. Zum Zeitpunkt seines Todes war er bankrott und im Begriff, die Familienarchive an die Yale University zu verkaufen.

## Ehe und Nachkommen

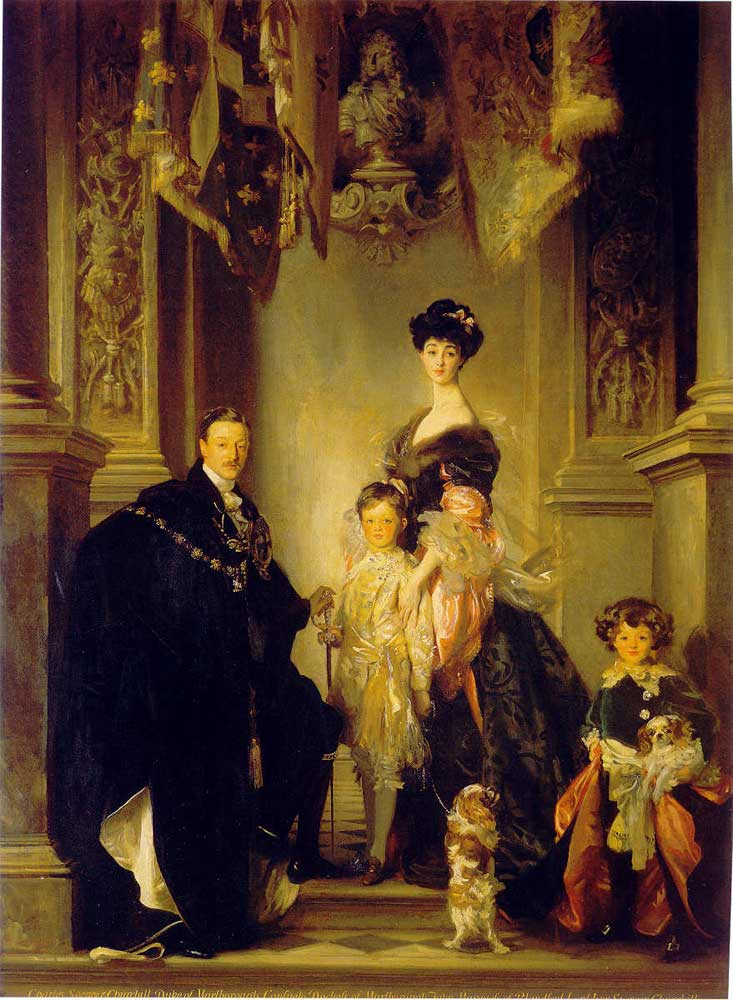
Der Duke of Marlborough mit seiner ersten Gattin und seinen beiden Söhnen, 1905

Am 6. November 1895 heiratete er in erster Ehe in New York die Amerikanerin Consuelo Vanderbilt, ein Mitglied der prominenten Familie Vanderbilt, die durch den Eisenbahnbau zu großem Reichtum gekommen war. Aus der Ehe gingen zwei Söhne hervor:
- John Albert Edward William Spencer-Churchill, 10. Duke of Marlborough (1897–1972);
- Lord Ivor Charles Spencer-Churchill (1898–1956).

1921 wurde die Ehe geschieden. Noch im selben Jahr heiratete er am 25. Juni 1921 in Paris die Amerikanerin Gladys Marie Deacon. Die Ehe blieb kinderlos, galt als unglücklich und wurde 1931 annulliert.
Die Mitgift seiner ersten Gattin verwendete Spencer-Churchill, um seinen Familiensitz, Blenheim Palace, zu renovieren und das im 19. Jahrhundert teilweise verkaufte Inventar zu ergänzen. Zudem ließ er von dem Landschaftsgärtner Achille Duchene die berühmten Wassergärten des Palastes anlegen.